# Ordnungsstörung
Als Ordnungsstörung (eigentlich: Störung der öffentlichen Ordnung) wird in Österreich ein strafbares, besonders rücksichtsloses Verhalten bezeichnet, welches die öffentliche Ordnung ungerechtfertigt stört. Als rücksichtslos kann ein Verhalten bezeichnet werden, das die im Zusammenleben erforderliche Rücksichtnahme auf berechtigte Interessen der Mitmenschen vermissen lässt. Anders gesagt ist es jenes Verhalten, das gegen jene ungeschriebenen Regeln für das Verhalten des Einzelnen in der Öffentlichkeit verstößt, deren Befolgung als unentbehrliche Voraussetzung für ein gedeihliches Miteinanderleben angesehen wird. Es wird jedoch „besondere“ Rücksichtslosigkeit gefordert, was im Einzelfall zu beurteilen ist. Wer andere bei Ausübung bzw. Inanspruchnahme ihrer grundrechtlich gewährleisteten Rechte stört, handelt in aller Regel besonders rücksichtslos. Wer z. B. friedliche politische Veranstaltungen stört oder andere an der Religionsausübung stört, verhält sich tatbildlich.
Weitere Beispiele für besonders rücksichtsloses Verhalten:
- Beschimpfungen
- lautes Schreien, Schimpfen und Randalieren
- Schreien und Gestikulieren gegenüber Exekutivbediensteten, wenn das Verhalten nicht als „Aggressives Verhalten gegenüber Organen der öffentlichen Aufsicht oder gegenüber Militärwachen“ gem. § 82 SPG gewertet werden kann
- das Betreten der Sitzflächen von Parkbänken mit Straßenschuhen

Solches Verhalten stellt eine Verwaltungsübertretung nach dem § 81 des Sicherheitspolizeigesetzes (SPG) dar.
Gemäß Verwaltungsstrafgesetz besteht im Fall des Vorliegens einer Ordnungsstörung die Möglichkeit der Festnahme, und zwar dann, wenn der Störer bei seinem Verhalten auf frischer Tat betreten wurde und der trotz Abmahnung in der Fortsetzung der strafbaren Handlung verharrt oder versucht, sie zu wiederholen. Von einer Festnahme haben die Organe des öffentlichen Sicherheitsdienstes aber abzusehen, wenn dies durch ein gelinderes Mittel verhindert werden kann.
Die gelinderen Mittel bestehen darin, entweder den Störer vom öffentlichen Ort wegzuweisen oder Sachen sicherzustellen, die für die Wiederholung der Störung benötigt werden.